# Kristie Mewis
Kristen Anne Mewis (* 25. Februar 1991 in Hanson, Massachusetts) ist eine US-amerikanische Fußballnationalspielerin.

## Karriere

### Vereine
Anfang 2013 unterzeichnete sie ihren ersten Profivertrag beim australischen W-League-Teilnehmer Canberra United und erzielte dort bei zwei Einsätzen ebenso viele Tore. Im Januar 2013 wurde Mewis beim College-Draft zur neugegründeten NWSL in der ersten Runde an dritter Position von Kansas verpflichtet. Ihr Ligadebüt gab sie am 13. April 2013 gegen den Portland Thorns FC. Im November 2013 wurde zunächst Mewis' Wechsel zum Seattle Reign FC im Tausch für Amy Rodriguez bekannt, nur wenige Tage später schloss sie sich jedoch dem Ligakonkurrenten Boston Breakers an. Im Oktober 2014 wechselte sie auf Leihbasis bis zum Jahresende zum japanischen Erstligisten Iga FC Kunoichi. Am 31. August 2015 verließ Mewis die NWSL, um zum FC Bayern München zu wechseln. Laut Angaben des deutschen Meisters unterschrieb sie dort einen Einjahresvertrag, das Franchise der Boston Breakers kommunizierte jedoch lediglich eine Ausleihe bis zum Jahresende 2015 mit anschließender Rückkehr in die National Women’s Soccer League für die Spielzeit 2016. Ihr Bundesligadebüt gab sie am 4. Oktober 2015 (4. Spieltag) beim 2:0-Sieg im Auswärtsspiel gegen den Bundesliganeuling Werder Bremen; ihr erstes Bundesligator erzielte sie am 11. Oktober 2015 (5. Spieltag) beim 1:1-Unentschieden im Auswärtsspiel gegen den FF USV Jena mit dem Führungstor in der 57. Minute. Am Jahresende 2015 verließ sie den FC Bayern München und kehrte zu den Boston Breakers zurück.
Die Saison 2017 der NWSL verbrachte Mewis gleich bei drei Teams: Von Saisonbeginn bis August spielte sie bei dem Franchise der Washington Spirit, ehe sie zu den Chicago Red Stars wechselte. Bereits zehn Tage und ein Ligaspiel später, in dem ihr ein Tor gelang, zog Mewis im Tausch für Morgan Brian zu den Houston Dash weiter. Als Teil des Expansion Draft zur Saison 2022 wurde sie vom neuen Franchise San Diego Wave FC gepickt und gleich an den NJ/NY Gotham FC weiterverkauft. Dort war sie dann in den nächsten beiden Spielzeiten aktiv und gewann mit ihrer Mannschaft hier am Ende der Spielzeit 2023 auch die Meisterschaft. Im Dezember 2023 einigte sie sich mit dem Franchise dann in gegenseitigem Einvernehmen auf eine Auflösung ihres Vertrags hier. Kurz darauf unterschrieb sie zum kommenden Jahr 2024 beginnend einen Vertrag beim englischen Klub West Ham United.

### Nationalmannschaft
Mewis spielte zwischen 2008 und 2010 für die U17- und U20-Nationalmannschaften der Vereinigten Staaten. Seit 2011 wurde sie wiederholt zu Trainingslagern der US-amerikanischen A-Nationalmannschaft eingeladen, kam jedoch nicht in Spielen zum Einsatz. Mewis debütierte schließlich am 9. Februar 2013 bei einem Freundschaftsspiel gegen die Nationalmannschaft Schottlands und nahm mit dem US-Team anschließend erfolgreich am Turnier um den Algarve-Cup 2013 teil. Am 15. Juni 2013 erzielte sie beim 4:1-Sieg gegen die Nationalmannschaft Südkoreas ihr erstes Länderspieltor. Nach sechs Jahren ohne Einsatz in der Nationalmannschaft, wurde sie 2020 zu einem Trainingscamp eingeladen. Daraufhin wurde sie bei einem Freundschaftsspiel am 27. November gegen die Nationalmannschaft der Niederlande, bei dem ihre Schwester zur Startelf gehörte, zur zweiten Halbzeit eingewechselt und schoss ihr zweites Länderspieltor.
Am 23. Juni 2021 wurde sie für das wegen der COVID-19-Pandemie um ein Jahr verschobenes olympisches Fußballturnier nominiert. Bei den Spielen hatte sie aber nur zwei Kurzeinsätze von insgesamt 13 Minuten, so dass sie wenig zum Gewinn der Bronzemedaille beitragen konnte.
Am 21. Juni 2023 wurde sie für die WM-Endrunde nominiert, erhielt im letzten der vier Spiele ihres Teams einen Kurzeinsatz und schied mit der Mannschaft im Achtelfinale im Elfmeterschießen gegen die Schwedinnen aus.

## Erfolge
Nationalmannschaft
- Algarve-Cup-Sieger 2013
- NWSL Challenge Cup-Sieger 2020
- Olympische Bronzemedaille 2020
- SheBelieves-Cup-Siegerin 2021, 2022, 2023

FC Bayern München
- Deutscher Meister 2016

Houston Dash
- NWSL-Challenge-Cup-Siegerin 2020

## Auszeichnung
- Young Female Athlete of the Year 2008 verliehen von der United States Soccer Federation

## Privates und Sonstiges
Mewis jüngere Schwester Samantha (* 1992) spielte gemeinsam mit ihr in der US-amerikanischen U17- und U20-Nationalmannschaft. Samantha wurde im Januar 2014 erstmals zusammen mit Kristie für die A-Nationalmannschaft nominiert, kam jedoch nicht zum Einsatz. Am 7. März wurden beide im Turnier um den Algarve-Cup 2014 im Spiel gegen Schweden in der 67. Minute eingewechselt, wodurch erstmals seit 1997 wieder zwei Schwestern in der US-Mannschaft eingesetzt wurden. Drei Tage später standen beide in der Startaufstellung gegen Dänemark, womit erstmals zwei Schwestern in der Startelf standen. Am 18. Januar 2021 stand Samatha gegen die Nationalmannschaft Kolumbiens in der Startelf und erzielte beim 4:0-Sieg die ersten drei Tore, Kristie wurde in der 64. Minute eingewechselt und erzielte in der 85. Minute das letzte Tor, womit erstmals zwei Schwestern in einem Länderspiel der Vereinigten Staaten Tore erzielten.
Beide trafen in Ligaspielen mit ihren Vereinen schon achtmal aufeinander, wobei Samantha immer gewann und vier Tore schoss. Zuletzt trafen beide im September 2019 aufeinander, wobei Samantha den 1:0-Siegtreffer per Strafstoß für ihre Mannschaft erzielte, den Kristie durch ein Foul an Crystal Dunn verursacht hatte.
Seit 1. September 2023 ist Mewis mit der australischen Fußballspielerin Sam Kerr verlobt. Im Mai 2025 wurden die beiden Eltern eines Sohnes.